# 歌物語 (薬師丸ひろ子のアルバム)
『歌物語』（うたものがたり）は、薬師丸ひろ子のベスト・アルバムである。2011年3月2日にEMIミュージック・ジャパンから発売された。規格品番はTOCT-28030/1。

## 解説
1981年11月21日にシングルレコード「セーラー服と機関銃」で歌手デビューを果たしてから30周年を迎え発売された、CD2枚組のオールタイム・ベスト。21世紀に入ってからレコード会社が独自に企画、選曲したベスト盤は『GOLDEN☆BEST 薬師丸ひろ子』（TOCT-10875）や『エッセンシャル・ベスト 薬師丸ひろ子』（TOCT-26317）等複数タイトル発売されていたが、本アルバムは薬師丸ひろ子自身が選曲及び監修、プロデュースを務めた本人公認のベスト・アルバムである。ディスクジャケットもアルバム用に新たに撮影されたもので、カメラマンとしてレスリー・キーが起用された。歌詞ブックレット内にも別カット写真が多数収められ、巻末にはファンへ向けた、本人からのメッセージを掲載している。ほか、楽曲ごとに発売日、タイアップ情報付である。
収録内容を大きく分けると、ディスク1はシングルA面曲及びB面（カップリング）曲を中心とし、ディスク2はスタジオ・アルバム収録曲を中心としている。それら収録曲は、新たにデジタル・リマスタリングが施された。また初回生産分には、片面にポートレートと直筆サイン筆跡、裏面に本アルバム収録曲の初出時オリジナル・ディスクジャケット一覧を掲載したブックレットサイズのフォトカードが封入された。
ディスク1の最終楽曲「僕の宝物」は、CDシングルA面曲として本アルバムと同時発売された（TOCT-40411）。自身が出演する東映映画『わさお』（全国での公開は2011年3月5日）の主題歌に起用された楽曲で、他にも自身主演映画の主題歌になった楽曲を多く含んでいる点が特徴のひとつである。その中の1曲である「セーラー服と機関銃」のシングル・バージョンは原盤権を（後にEMIを合併する）ユニバーサルミュージックが所有している都合などから、（東芝EMI→）EMIが発売するベスト・アルバムに収録される機会はあまりなかったが、本作には「オリジナル・バージョン」の表記付で収録された。
音楽活動の一環として、2011年3月9日初回放送のNHK音楽番組『SONGS』に出演した。
オリコンチャートの登場週数は25週、チャート最高順位は週間43位、累計17,682枚のセールスを記録した。

## 収録曲

### Disc 1
1. セーラー服と機関銃（オリジナル・バージョン）（4分34秒）
  - 作詞：来生えつこ、作曲：来生たかお、編曲：星勝
2. 探偵物語（3分56秒）
  - 作詞：松本隆、作曲：大瀧詠一、編曲：井上鑑
3. すこしだけ やさしく（4分41秒）
  - 作詞：松本隆、作曲：大瀧詠一、編曲：井上鑑
4. メイン・テーマ（3分26秒）
  - 作詞：松本隆、作曲：南佳孝、編曲：大村雅朗
5. Woman "Wの悲劇"より（3分53秒）
  - 作詞：松本隆、作曲：呉田軽穂、編曲：松任谷正隆
6. あなたを・もっと・知りたくて（3分53秒）
  - 作詞：松本隆、作曲：筒美京平、編曲：武部聡志
7. ステキな恋の忘れ方（4分28秒）
  - 作詞・作曲：井上陽水、編曲：武部聡志
8. ささやきのステップ（4分18秒）
  - 作詞：松本隆、作曲：佐藤健、編曲：船山基紀
9. 瞳で話して（4分1秒）
  - 作詞：松本隆、作曲：辻畑鉄也、編曲：船山基紀
10. 紳士同盟（3分59秒）
  - 作詞：阿木燿子、作曲：宇崎竜童、編曲：武部聡志
11. ハードデイズ・ラグ（3分20秒）
  - 作詞：阿木燿子、作曲：梅林茂、編曲：武部聡志
12. 時代（3分52秒）
  - 作詞・作曲：中島みゆき、編曲：船山基紀
13. 語りつぐ愛に（4分10秒）
  - 作詞：来生えつこ、作曲：来生たかお、編曲：武部聡志
14. 風に乗って（4分28秒）
  - 作詞・作曲：上田知華、編曲：清水信之
15. 夕暮れを止めて（5分1秒）
  - 作詞：風堂美起、作曲：楠瀬誠志郎、編曲：清水信之
16. 僕の宝物（4分52秒）
  - 作詞：玉城千春、作曲：海田庄吾、編曲：井上鑑

### Disc 2
1. PRIMAVERA（4分34秒）
  - 作詞：紅葉降、作曲・編曲：大村雅朗
2. A LOVER'S CONCERTO（3分57秒）
  - 作詞・作曲：Delly Randell・Sandy Linzer、日本語詞：岩谷時子、編曲：武部聡志
3. 紅い花、青い花（4分22秒）
  - 作詞：松本隆、作曲：細野晴臣、編曲：細野晴臣・越美晴・小西康陽
4. DESTINY（4分22秒）
  - 作詞：大貫妙子、作曲：坂本龍一、編曲：坂本龍一・成田忍
5. さみしい人にならないで（4分48秒）
  - 作詞：許瑛子、作曲：上田知華、編曲：井上鑑
6. 未完成（5分12秒）
  - 作詞・作曲：中島みゆき、編曲：椎名和夫
7. 100粒の涙（4分3秒）
  - 作詞：松本隆、作曲：筒美京平、編曲：武部聡志
8. バンブー・ボート（3分59秒）
  - 作詞：吉田美奈子、作曲：来生たかお、編曲：椎名和夫
9. うたかた（4分26秒）
  - 作詞：吉田美奈子、作曲：上田知華、編曲：乾裕樹
10. 天に星．地に花．（3分5秒）
  - 作詞：松本隆、作曲：筒美京平、編曲：新川博
11. 雨は止まない（4分10秒）
  - 作詞・作曲：尾崎亜美、編曲：井上鑑
12. 雨にさらわれて（5分17秒）
  - 作詞・作曲：飛鳥涼、編曲：澤近泰輔
13. 元気を出して（3分59秒）
  - 作詞・作曲：竹内まりや、編曲：椎名和夫
14. 時の贈り物（4分27秒）
  - 作詞・作曲・編曲：吉田美奈子

## 歌物語 -30th Anniversary Limited Edition-
1か月後の4月6日に発売された配信限定アルバム。CDとの違いは、Disc 1のM1「セーラー服と機関銃」がリアレンジ・バージョンとしてM30に収録されている（原因は前述。したがって、「探偵物語」から「時の贈り物」までトラック番号が繰り上がっている）。
ユニバーサルがEMIを合併してからはCDと同じ内容の配信も行われている（原盤権がユニバーサルに集約されたため）。

### 収録曲
1. 探偵物語
2. すこしだけ やさしく
3. メイン・テーマ
4. Woman "Wの悲劇"より
5. あなたを・もっと・知りたくて
6. ステキな恋の忘れ方
7. ささやきのステップ
8. 瞳で話して
9. 紳士同盟
10. ハードデイズ・ラグ
11. 時代
12. 語りつぐ愛に
13. 風に乗って
14. 夕暮れを止めて
15. 僕の宝物
16. PRIMAVERA
17. A LOVER'S CONCERTO
18. 紅い花、青い花
19. DESTINY
20. さみしい人にならないで
21. 未完成
22. 100粒の涙
23. バンブー・ボート
24. うたかた
25. 天に星．地に花．
26. 雨は止まない
27. 雨にさらわれて
28. 元気を出して
29. 時の贈り物
30. セーラー服と機関銃（リアレンジ・バージョン）（4分42秒）
  - 作詞：来生えつこ、作曲：来生たかお、編曲：井上鑑